# Phil Lord
Philip Anderson Lord (Miami, 12 de julio de 1975) es un director de cine, guionista, actor y productor de televisión estadounidense.

## Comienzos
Lord es de Miami; su madre es una psicóloga de origen cubano, y su padre recientemente se retiró del negocio de la aviación y antes de eso dirigió una compañía de danza llamada Fusion durante diez años. Según su Twitter, Lord es bisnieto de Pedro Betancourt Dávalos.
Lord creció haciendo cortometrajes junto a Christopher Miller, en especial de animación. Se conocieron en el primer año de la universidad Dartmouth College y se hicieron amigos luego de un incidente en el que Miller le prendió fuego accidentalmente al pelo de la novia que Lord tenía en ese entonces. Los dos tenían una columna en el periódico escolar. Lord era miembro de Amarna, una sociedad de alumnos de pregrado, mientras que Miller formaba parte de la fraternidad Alpha Chi Alpha.
Años después Lord y Miller se dedicaron al cine e hicieron su primera película, Cloudy with a Chance of Meatballs. 

## Filmografía
| 2008 | Extreme Movie                       |    | Sí |    |  | Primera película                             |
| 2009 | Cloudy with a Chance of Meatballs   | Sí | Sí |    |  | Voces adicionales                            |
| 2012 | 21 Jump Street                      | Sí |    |    |  |                                              |
| 2013 | Cloudy with a Chance of Meatballs 2 |    | Sí | Sí |  | Secuela de Cloudy with a Chance of Meatballs |
| 2014 | The Lego Movie                      | Sí | Sí |    |  |                                              |
| 2014 | 22 Jump Street                      | Sí |    |    |  | Secuela de 21 Jump Street                    |
| 2016 | Storks                              |    |    | Sí |  |                                              |
| 2017 | The Lego Batman Movie               |    |    | Sí |  | Spin-off de The Lego Movie                   |
| 2017 | The Lego Ninjago Movie              |    |    | Sí |  | Spin-off de The Lego Movie                   |
| 2019 | The Lego Movie 2                    |    | Sí | Sí |  | Secuela de The Lego Movie                    |
| 2018 | Spider-Man: Un nuevo universo       |    | Sí | Sí |  | Producida por Sony                           |
| 2019 | Men in Black: International         |    | Sí | Sí |  |                                              |
| 2021 | The Mitchells vs. the Machines      |    |    | Sí |  |                                              |
| 2023 | Spider-Man: Across the Spider-Verse |    | Sí | Sí |  |                                              |

### Televisión
| 1998–2000 | Caroline in the City       |    |    |    | Rol: Bill (Lord) y Cliff (Miller) (3 episodios)                                                    |
| 1999      | Zoe, Duncan, Jack and Jane |    | Sí |    | |
| 2000      | Go Fish                    |    | Sí |    | |
| 2002–2003 | Clone High                 | Sí | Sí | Sí | Creador, Director Dr. Cinnamon J. Scudworth y Genghis Khan (Lord), y JFK y Mr. Butlertron (Miller) |
| 2003      | Luis                       |    |    | Sí | |
| 2004      | Cracking Up                |    |    | Sí | Productores consultivos                                                                            |
| 2005      | How I Met Your Mother      |    | Sí | Sí | |
| 2013      | Brooklyn Nine-Nine         | Sí |    | Sí | |
| 2015      | The Last Man on Earth      | Sí |    | Sí | |

## Premios y nominaciones
Premios Óscar
| Año  | Categoría                   | Película                      | Resultado |
| ---- | --------------------------- | ----------------------------- | --------- |
| 2019 | Mejor película de animación | Spider-Man: Un nuevo universo | Ganador   |

Premios BAFTA
| Año  | Categoría                              | Película       | Resultado |
| ---- | -------------------------------------- | -------------- | --------- |
| 2014 | BAFTA a la mejor película de animación | The Lego Movie | Ganador   |

Globo de Oro
| Año  | Categoría                                | Película                          | Resultado |
| ---- | ---------------------------------------- | --------------------------------- | --------- |
| 2009 | Globo de Oro a la mejor película animada | Cloudy with a Chance of Meatballs | Nominado  |
| 2015 | Globo de Oro a la mejor película animada | The Lego Movie                    | Nominado  |

Premios de la Crítica Cinematográfica
| Año  | Categoría              | Película       | Resultado |
| ---- | ---------------------- | -------------- | --------- |
| 2013 | Mejor Comedia          | 21 Jump Street | Nominado  |
| 2015 | Mejor película animada | The Lego Movie | Ganador   |
| 2015 | Mejor Comedia          | 22 Jump Street | Nominado  |

Premios Annie
| Año  | Categoría                               | Película                          | Resultado |
| ---- | --------------------------------------- | --------------------------------- | --------- |
| 2015 | Mejor Guion de película animada         | The Lego Movie                    | Ganador   |
| 2015 | Mejor Película animada                  | The Lego Movie                    | Nominado  |
| 2015 | Mejor producción de película animada    | The Lego Movie                    | Nominado  |
| 2015 | Mejor Película animada                  | Cloudy with a Chance of Meatballs | Nominado  |
| 2015 | Mejor dirección en una película animada | Cloudy with a Chance of Meatballs | Nominado  |

### Phoenix Film Critics Society Award for Best Animated Film
| Año  | Categoría              | Película       | Resultado |
| ---- | ---------------------- | -------------- | --------- |
| 2015 | Mejor película animada | The Lego Movie | Ganador   |

### New York Film Critics Online
| Año  | Categoría              | Resultado |
| ---- | ---------------------- | --------- |
| 2015 | Mejor película animada | Ganador   |

### Black Films Critics Circle
| Año  | Categoría              | Resultado |
| ---- | ---------------------- | --------- |
| 2014 | Mejor película animada | Ganador   |

### Talk Film Society Awards
| Año  | Categoría              | Resultado |
| ---- | ---------------------- | --------- |
| 2014 | Mejor película animada | Ganador   |

### Premios BAFTA Children Awards
| Año  | Categoría              | Resultado |
| ---- | ---------------------- | --------- |
| 2014 | Mejor película animada | Ganador   |